# Sizzano
Sizzano (piemontesisch Sceun, lombardisch Sissön oder Scön) ist eine Gemeinde mit 1369 Einwohnern (Stand 31. Dezember 2023) in der Provinz Novara, Region Piemont in Italien.
Die Nachbargemeinden sind Carpignano Sesia, Cavaglio d’Agogna, Fara Novarese und Ghemme. Schutzpatron des Ortes ist San Vittore.

## Geographie
Der Ort liegt auf einer Höhe von 225 m, 22 km von der Provinzhauptstadt Novara entfernt. Das Gemeindegebiet umfasst 10,5 km².

## Wirtschaft
Wichtigster Wirtschaftszweig in Sizzano ist der Weinbau. Der Ort gibt dem Weinbaugebiet Sizzano seinen Namen.

## Sehenswürdigkeiten
- Die teilweise zerstörte Kirche San Grato aus dem 11. Jahrhundert.
- Mehrere mittelalterliche Kirchen und Gebäude.

## Bevölkerungsentwicklung
Demographische Entwicklung: